# Fred Meyer (Unternehmen)

Fred Meyer Logo

Fred Meyer ist eine SB-Warenhauskette die im Jahr 1931 in Portland, Oregon gegründet wurde. Die  132 Filialen (Stand 2023) befinden sich im Westen der Vereinigten Staaten, in den Bundesstaaten Oregon, Washington, Idaho und Alaska. Die Firma fusionierte 1998 mit dem Konkurrenten Kroger, jedoch werden die Filialen weiter unter dem bekannten Namen „Fred Meyer“ betrieben.
Die Warenhauskette war eine der ersten in den USA, die das One-Stop Shopping-Prinzip anbot. Zu unterscheiden ist Fred Meyer von Frederik Gerhard Hendrik Meijer (1919–2011), dem ehemaligen Geschäftsführer des US-amerikanischen Einzelhandelsunternehmens Meijer. Im Gegensatz zu Fred Meyer hat Meijer seine Filialen im mittleren Westen.

## Geschichte

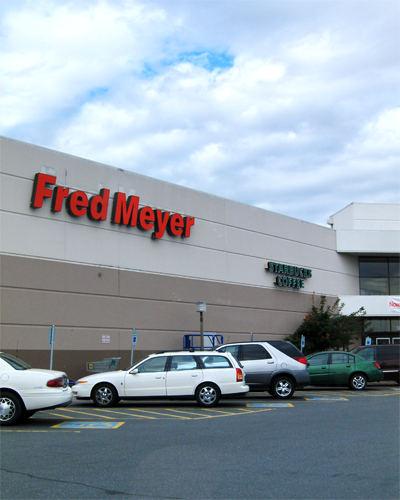
Außenansicht der Fred Meyer-Filiale in Marysville, Washington

Fred G. Meyer wurde als Fritz Grubmeyer 1886 in Deutschland geboren. 1889 kam er mit seiner Familie in die USA, wo sie sich in Brooklyn, New York niederließen. Dort half er oft in dem Lebensmittelgeschäft seines Vaters mit. 1910 zog die Familie dann nach Portland. Dort wurde 1931 das erste Geschäft im Hollywood District in Portland gegründet.
Bis März 1968 existierten bereits 48 Filialen in 4 Bundesstaaten (Oregon, Montana, Washington und Idaho). Am 2. September 1978 starb Fred G. Meyer im Alter von 92 Jahren, noch bis zum Tod hin, war er aktiv für das Unternehmen im Einsatz.